# جورج ويليام كورتيس
جورج ويليام كورتيس (بالإنجليزية: George William Curtis)‏ هو صحفي وكاتب أمريكي، ولد في 24 فبراير 1824 في نيويورك في الولايات المتحدة، وتوفي بنفس المكان في 31 أغسطس 1892.

## وصلات خارجية
- جورج ويليام كورتيس على موقع الموسوعة البريطانية (الإنجليزية)